# Achraf Hakimi
Achraf Hakimi (àrab: أشرف حكيمي, Axraf Ḥakīmī) (Getafe, 4 de novembre de 1998) és un futbolista professional hispanomarroquí que juga com a lateral dret pel Paris Saint-Germain FC.
Va arribar al planter del Madrid el 2006, i des de llavors hi va jugar en totes les categories inferiors fins a arribar al primer equip. És principalment lateral dret, però pot jugar també com a central dretà.
Hakimi és nascut a Espanya, fill de pares marroquins. Va debutar amb la selecció marroquina sub-23 en un partit amistós que guanyà 1–0 contra la selecció sub-23 del Camerun. Va debutar amb la selecció absoluta del Marroc en una victòria per 4–0 contra el Canadà.

## Palmarès
Reial Madrid
- 1 Campionat del món de clubs: 2017[7]
- 1 Lliga de Campions de la UEFA: 2017-18
- 1 Supercopa d'Europa: 2017
- 1 Supercopa d'Espanya: 2017

Borussia Dortmund
- 1 Supercopa alemanya: 2019

Inter de Milà
- 1 Serie A: 2020-21

París Saint-Germain
- 3 Ligue 1: 2021-22, 2022-23, 2023-24[8]
- 1 Copa francesa: 2023-24[9]
- 3 Supercopes franceses: 2022, 2023, 2024[10]

Selecció marroquina
- 1 Medalla de bronze en els Jocs Olímpics: 2024[11]